# Episodi de La leggenda di Vox Machina (terza stagione)
La terza stagione della serie animata La leggenda di Vox Machina, composta da 12 episodi, è stata pubblicata sulla piattaforma di streaming Prime Video dal 3 ottobre al 24 ottobre 2024.
| nº | Titolo originale         | Titolo italiano          | Pubblicazione   |
| -- | ------------------------ | ------------------------ | --------------- |
| 1  | A Deadly Bargain         | Un patto mortale         | 3 ottobre 2024  |
| 2  | Prisoners of Ank'Harel   | Prigionieri di Ank'Harel | 3 ottobre 2024  |
| 3  | Vexations                | Bugie e vessazioni       | 3 ottobre 2024  |
| 4  | Hell to Pay              | Patto col Diavolo        | 10 ottobre 2024 |
| 5  | The Frigid Wastes        | La Rovina Gelida         | 10 ottobre 2024 |
| 6  | The Coming Storm         | La tempesta in arrivo    | 10 ottobre 2024 |
| 7  | Cloak and Dagger         | Cappa e spada            | 17 ottobre 2024 |
| 8  | Siege and Silence        | L'assedio di Emon        | 17 ottobre 2024 |
| 9  | Thordak's Throne         | Thordak                  | 17 ottobre 2024 |
| 10 | To the Ends of the World | Ai confini del mondo     | 24 ottobre 2024 |
| 11 | Deadly Echoes            | Richiamo mortale         | 24 ottobre 2024 |
| 12 | Souls in Darkness        | Anime nell'oscurità      | 24 ottobre 2024 |

## Un patto mortale
- Titolo originale: A Deadly Bargain
- Diretto da: Eugene Lee
- Scritto da: Sam Riegel e Travis Willingham

### Trama
Raishan rivela ai Vox Machina che, nel liberare Thordak dal Piano del Fuoco lo ha involontariamente fuso all'artefatto che lo vincolava, aumentando i poteri del drago rosso ma corrompendone la mente. Inoltre spiega che sebbene lo avesse fatto nella speranza che questi le desse una cura alla maledizione runica che la sta uccidendo, egli non glie l'ha mai fornita e si accinge a popolare il mondo con la sua progenie di draghi elementari. Nonostante alcuni membri del gruppo sembrino inclini a crederle, Keyleth la incolpa per il genocidio della sua gente, motivo per il quale si allontana, venendo seguita e consolata da Vax, cosa che da loro modo di confrontarsi sui loro sentimenti e scambiarsi un bacio, durante il quale il mezzelfo ha però una visione di Keyleth davanti alla tomba di tutti gli altri membri del gruppo. Il giorno successivo, fatto ritorno a Emon, i Vox Machina si infiltrano tra le macerie del palazzo reale, occupato dal Conclave Cromatico, venendo tuttavia scoperti da Thordak e Vorugal, salvo poi venire salvati in extremis e teletrasportati via da Raishan. Convintisi dunque che la draghessa verde voglia aiutarli, motivo per il quale si recano ad Ank’Harel, nel continente di Marquet, dov'è custodita una delle Vestigia della Divergenza: le Piastre del Martire dell'Alba. Una volta giunti in città Scanlan si separa dal gruppo per visitare su figlia, che vi si esibisce con la sua compagnia itinerante, mentre gli altri scoprono che l'artefatto è stato già rubato e, dopo un rocambolesco inseguimento, solamente Percy riesce a raggiungere la ladra, che scopre essere la dottoressa Anna Ripley, entrata a sua volta in possesso di una Vestigia, la Rovina di Cabàl, ed alleatasi col demone Orthax, ansioso di riscuotere il suo patto con Percy.
- Nota: l'episodio è una trasposizione del 59°, 60°, 61°, 62°, 63°, di parte del 64° e di parte del 65° della prima campagna; inoltre è dedicato alla memoria di Lance Reddick, voce di Thordak, deceduto poco dopo aver ultimato le registrazioni per il suo ruolo.[5]

## Prigionieri di Ank'Harel
- Titolo originale: Prisoners of Ank'Harel
- Diretto da: Young Heller
- Scritto da: Suzanne Keilly

### Trama
Fatto prigioniero da Ripley e Orthax, Percy scopre il loro intento di produrre armi da fuoco in massa sfruttando l'energia delle Vestigia e diffonderle in tutto il mondo per una contorta ideologia di uguaglianza, fingendo di volerli assecondare, Percy riesce a manomettere il meccanismo di produzione generando un'esplosione, venendo poi soccorso dal resto dei suoi compagni, che riescono a rintracciarlo grazie all'aiuto di Gilmore ed il cui arrivo mette in fuga la donna, che tuttavia porta con sé sia le Piastre del Martire dell'Alba che la Rovina di Cabàl. Sopraggiunta la Mano di Ord, l'ordine di guardie cittadine, i Vox Machina vengono arrestati, portati di fronte all'Emperex di Ank’Harel J’mon Sa Ord e accusati del furto delle Piastre e dell'assassinio della loro custode. Per salvare i compagni, Percy si assume tutta la colpa del crimine e viene pertanto condannato a morte tramite trasformazione in golem dall'Emperex, prima però che la sentenza possa essere eseguito sopraggiunge Scanlan, il quale usa Forgiamiti per mostrare la vera colpevole riuscendo a scagionare l'amico sebbene nel corso della giornata abbia fallito miseramente nel tentativo di riconciliarsi con Kaylie. Mentre Percy e Vex si avvicinano, J'mon rivela al resto del gruppo di aver sostituito le Piastre con un'imitazione e che la vera Vestigia si trova all'Inferno, nella città di Dis, dove i Vox Machina di apprestano a dirigersi per recuperarla.
- Nota: l'episodio è una trasposizione di parte del 65°, del 66° e di parte del 67° della prima campagna.

## Bugie e vessazioni
- Titolo originale: Vexations
- Diretto da: Karen Guo
- Scritto da: Meredith Kecskemety

### Trama
Oltraggiato dalla fuga dei Vox Machina, Thordak sfoga la sua frustrazione con Vorugal e Raishan dando loro due giorni di tempo per trovarli. Il gruppo nel frattempo fa ritorno a Whitestone e si appresta a discendere negli inferi. La sera prima della partenza, Vex e Percy passano finalmente la notte assieme mentre, poche camere più in là, Vax rivela a Keyleth che, nonostante i suoi sentimenti, non potranno avere un futuro assieme in quanto, al termine del suo Aramenté, essa vivrà per secoli sopravvivendo a chiunque di loro, delusa e amareggiata, la ragazza lo caccia. Nel frattempo Pike tenta di consolare Scanlan per quanto accaduto con sua figlia ma quando questi fraintende e la bacia, essa lo rifiuta facendolo sprofondare sempre di più nel disgusto di sé stesso. Il mattino seguente i Vox Machina si dirigono a Draconia, nel continente di Wildemount, dove grazie all'aiuto di Dohla, una vecchia amica di Allura e Kima, aprono un passaggio per l'Inferno che Vax, Keyleth, Grog, Scanlan e Pike attraversano mentre Vex e Percy restano di guardia sul piano materiale, dove tuttavia vengono attaccati da Vorugal, il quale è stato richiamato proprio da Dohla per vendicarsi di Kima, colpevole di averla rifiutata per Allura. Durante il successivo combattimento Vorugal divora Dohla, separa Kima dal gruppo e intrappola Allura, Vex e Percy all'interno di una caverna.
- Nota: l'episodio è una trasposizione di parte del 67°, del 70°, di parte del 71° e di parte del 72° della prima campagna.

## Patto col Diavolo
- Titolo originale: Hell to Pay
- Diretto da: Eugene Lee
- Scritto da: Brandon Auman e Travis Willingham

### Trama
Grog, Scanlan, Keyleth, Vax e Pike continuano ad addentrarsi nelle profondità dell'Inferno nonostante i dubbi della chierica, che in quel luogo si sente lontana dalla sua Dea, riuscendo infine a raggiungere la città di Dis e ad incontrare Zerxus Ilerez, il demone a cui J'mon ha consegnato le Piastre, il quale tuttavia dichiara che l'Emperex abbia perso la Vestigia giocando d'azzardo al suo tavolo e, dunque, accetta di riconsegnarla solamente qualora essi riescano a vincerla in una partita a carte contro di lui. Nonostante la posta in palio in caso di sconfitta sia consegnargli la sua anima, Pike accetta di sfidare Zerxus, finendo però sconfitta nella prima manche e trovandosi pertanto costretta ad accettare di mettere in palio le anima dei suoi amici così da riscattare la propria ed ottenere le Piastre. A discapito delle difficoltà, Pike riesce ad ingannare Zerxus facodosi raccontare il suo passato di cavaliere caduto durante la Calamità di Exandria ed affidatosi al Signore del Tormento, offrendogli i suoi servigi in cambio della salvezza della sua famiglia; conscia di tale informazione la chierica chiede dunque al caduto se avrebbe desiderato che i suoi cari fossero con lui all'Inferno e quando questi risponde negativamente mentendo a sé stesso perde delle carte come da regolamento permettendo a Pike di vincere la partita. Consegnata la Vestigia alla gnoma, Zerxus finge dunque di voler lasciare andare i Vox Machina ma, una volta usciti dal suo palazzo li fa attaccare da un suo servitore ordinando di risparmiare solo Pike poiché interessato al suo sangue. Nel frattempo nel piano materiale, Percy, Vex e Allura riescono a uscire dalla caverna determinati a trovare Kima prima che lo faccia Vorugal.
- Nota: l'episodio è una trasposizione del 75° e del 76° della prima campagna.

## La Rovina Gelida
- Titolo originale: The Frigid Wastes
- Diretto da: Young Heller
- Scritto da: Marque Franklin-Williams

### Trama
In un flashback viene mostrato come, quand'erano entrambe avventuriere, Allura e Kima non andassero d'accordo, salvo poi finire per affezionarsi ed innamorarsi l'una dell'altra. Nel presente, Percy, Vex e Allura riescono a ritrovare Kima e a soccorrerla dalle grinfie di Vorugal, che successivamente li insegue fino al portale per l'Inferno, raggiungendoli nell'esatto momento in cui essi riescono a riaprirlo permettendo a Grog, Scanlan, Keyleth, Vax e Pike di fare ritorno sul piano materiale. Questi ultimi sono tuttavia a loro volta inseguiti dal demone al servizio di Zerxus, che ingaggia di conseguenza con Vorugal una cruenta battaglia per tutta Draconia, al termina della quale il drago bianco emerge vincitore, sebbene sufficientemente indebolito da permettere a Kima di ferirlo gravemente al cuore con Forgiamiti, dando così a Vex e Keyleth la possibilità di impartirgli il colpo di grazia nel corso di un attacco combinato di tutto il gruppo. Quella sera, mentre per riprendersi dallo scontro i Vox Machina si rifugiano nello Chateau Shorthalt, una magione extra-dimensionale tascabile creata da Scanlan, tra le rovine del palazzo reale di Emon, Thordak viene avvicinato dalla dottoressa Ripley con la proposta di un'alleanza.
- Nota: l'episodio è una trasposizione di parte del 71°, di parte del 72°, del 73° e del 74° della prima campagna.

## La tempesta in arrivo
- Titolo originale: The Coming Storm
- Diretto da: Karen Guo
- Scritto da: Liam O'Brien e Eugene Son

### Trama
I Vox Machina passano la notte allo Chateau Shorthalt, dove Vax ha modo di dare a Percy la propria benedizione per la relazione tra quest'ultimo e la sorella, nonché di riavvicinarsi a Keyleth dopo il brusco litigio avuto la sera prima, Pike invece consola Scanlan riguardo al suo rapporto con Kaylie, consentendogli di localizzarla con un incantesimo e scoprire che si trova nella città di Nicodranas. La mattina seguente, mentre Scanlan si separa segretamente dal gruppo per recarsi dalla figlia, il resto dei Vox Machina fa ritorno a Whitestone per riorganizzarsi, tuttavia una volta giuntivi la trovano sotto attacco da parte della progenie di Thordak; pur riuscendo a sconfiggere tutti i cuccioli salvando sia l'Albero del Sole che Cassandra, i Vox Machina non riescono a impedire che la città sia ridotta in macerie e danno la colpa dell'accaduto a Raishan, la quale, affrontata dal gruppo, rivela che la vera responsabile di aver riferito a Thordak l'ubicazione di Whitestone è Riplay, pur confermando di non aver fatto nulla per impedirlo così da non bruciare la propria copertura, cosa che porta i Vox Machina a far saltare ogni accordo con lei.  Allontanata la draghessa Percy, furibondo, chiede a Vex di aiutarlo a uccidere Ripley e mettere fine alla sofferenza della sua gente.
- Nota: l'episodio è una trasposizione del 77° e di parte del 78° della prima campagna.

## Cappa e spada
- Titolo originale: Cloak and Dagger
- Diretto da: Eugene Lee
- Scritto da: Marisha Ray e Eugene Son

### Trama
Tramite un flashback viene mostrato come Anna Riplay sia cresciuta in un povero villaggio di minatori rimanendo orfana quando un gruppo di maghi noto come l'Assemblea ha deciso di impadronirsene sterminando gli abitanti, evento traumatico da cui ha sviluppato la determinazione ad armare la povera gente poiché possa difendersi dagli utilizzatori di magia. Nel presente, dopo aver constatato che Ripley ha fatto assalire Whitestone dalla progenie di Thordak per saccheggiarne le scorte di residuum approfittando della confusione, Percy la rintraccia sull'Isola di Glintshore e vi si reca accompagnato dal resto dei Vox Machina; durante la perlustrazione del luogo, chiede più volte a Vex di rivelare della loro relazione al resto del gruppo, confessandole di essersi innamorato di lei. Presa in contropiede, la mezzelfa non riesce a rispondere alla dichiarazione e, poco dopo, i Vox Machina cadono in un'imboscata a seguito della quale Percy viene catturato da Ripley, Orthax e i loro uomini. Nel frattempo Scanlan giunge a Nicodranas troppo tardi per trovarvi la compagnia itinerante di Kaylie e non riesce perciò ad incontrarla. Ripley conduce Percy in una fabbrica d'armi costruita nel cuore dell'isola ed alimentata dall'energia arcana del residuum di Whitestone, dalla Rovina di Cabàl e dai progetti della macchina a vapore ideati da quest'ultimo, che si finge interessato a collaborare salvo poi ingaggiare battaglia con la donna, ormai completamente fusasi al demone, riuscendo a provocare un'esplosione che distrugge la fabbrica ferendo gravemente l'avversaria, decidendo però di risparmiarla per non farsi consumare dalla vendetta. Per tutta risposta, Ripley gli spara a tradimento uccidendolo e fugge in barca mentre Percy esala l'ultimo respiro tra le braccia di Vex, disperata e giunta troppo tardi per soccorrerlo.
- Nota: l'episodio è una trasposizione del 68° e del 69° della prima campagna.

## L'assedio di Emon
- Titolo originale: Siege and Silence
- Diretto da: Young Heller
- Scritto da: Meredith Kecskemety

### Trama
Un flashback ambientato qualche anno prima dell'inizio della serie mostra come i Vox Machina, introdottisi in una prigione poiché assoldati per assassinare il capo di un culto, abbiano incontrato Percy, a sua volta imprigionatovi in quanto vagabondo, che si è unito a loro conquistando immediatamente Vex per la sua onestà. Nel presente, il gruppo fa ritorno a Whitestone e celebrato il funerale di Percy ricongiungendosi a Scanlan, che viene prontamente messo al corrente dell'accaduto; dopo aver constatato il rimpianto della gemella per non aver mai detto espressamente all'uomo di ricambiare i sentimenti che provava per lei, Vax trova il coraggio di confessare a Keyleth il suo timore del futuro e confessare il suo profondo amore verso di lei. I due passano la notte insieme, poco dopo tuttavia, il mezzelfo viene avvicinato nuovamente da Raishan, la quale gli rivela che il drago responsabile di aver dato alle fiamme la sua città natale uccidendo sua madre è proprio Thordak. Una volta condivisa tale scoperta con Vex, i Vox Machina organizzano l'assalto di Emon radunano i loro alleati da tutto Tal'Dorei: Groon Squarciaterra dell'arena del Signore della Tempesta, Cerkonos, gli Ashari del Fuoco e dell'Aria da Pyrah, l'esercito reale fuggito da Emon e perfino le truppe elfiche dell'Ambasciatore Syldor Vessar di Syngorn. Una volta entrati in città tuttavia, il gruppo scopre che Raishan li ha traditi attirandoli altrove mentre Thordak, informato della loro strategia d'attacco, prende di sorpresa l'esercito facendo crollare la terra sotto di loro.
- Nota: l'episodio è una trasposizione di parte del 78° della prima campagna.

## Thordak
- Titolo originale: Thordak's Throne
- Diretto da: Karen Guo
- Scritto da: Kevin Burke e Chris "Doc" Wyatt

### Trama
I Vox Machina sono costretti a dividersi per impedire che Thordak massacri l'esercito riunitosi per aiutarli: Keyleth e Pike corrono in soccorso delle truppe assieme ai sopraggiunti Zahra e Kash degli Sterminatori di Vasselheim, mentre Grog e Scanlan si recano tra le macerie del palazzo reale per distruggere le uova del Re delle Ceneri grazie a una distrazione fornita da Vex e Vax, che in seguito si riuniscono al fronte principale. Nel corso dello scontro, pur subendo numerosi attacchi combinati da tutto il gruppo, Thordak rimane pressoché incolume, riesce ad assassinare brutalmente Kash e, dopo essersi reso conto dell'assalto alle sue uova sentendo le grida dei cuccioli uccisi da Grog, fa ritorno al castello ingaggiando battaglia col goliath e con Scanlan, i quali riescono a fargli crollare addosso l'edificio, sebbene lo gnomo venga ferito gravemente entrando in coma. I Vox Machina rimanenti subiscono poco dopo un altro attacco dal redivivo drago rosso, la cui fiamma di combustione perfetta viene tuttavia assorbita e reindirizzata da Pike grazie alle Piastre del Martire dell'Alba, distruggendo l'artefatto che ne alimenta il potere; gravemente ferito, Thordak viene tradito e avvelenato dalla sopraggiunta Raishan, motivo per il quale tenta la fuga venendo però raggiunto da Vax, che gli infligge il colpo finale, trapassandolo. Terminato lo scontro e riconquistata Emon, Keyleth ringrazia Raishan per l'aiuto ammettendo di averla giudicata male, ma questa la attacca rivelando che ha sempre avuto ragione sulle sue intenzioni. Il resto del gruppo interviene nel salvataggio di Keyleth e cercano di fermata insieme. Ma Raishan riesce a teletrasportarsi portandosi via la salma del drago rosso.
- Nota: l'episodio è una trasposizione del 79° e dell'80° della prima campagna.

## Ai confini del mondo
- Titolo originale: To the Ends of the World
- Diretto da: Eugene Lee
- Scritto da: Suzanne Keilly

### Trama
Furiosa per non essere mai stata ascoltata dai compagni riguardo Raishan, Keyleth si allontana, recandosi dal padre in cerca di consiglio su come localizzarla e, dopo che questi le rivela di un antico rituale degli Ashari della Terra in grado di compiere l'impresa, essa fa riunire il consiglio riuscendo, dopo essere stata inizialmente respinta, a convince la loro leader, Pa'tice, ad insegnarglielo nonostante possa essere pericoloso; nel tentativo di padroneggiarlo però, la mezzelfa viene sopraffatta e collassa dopo aver rischiato di venire inglobata dalla terra. Nel frattempo il resto dei Vox Machina fa ritorno al loro castello, tuttavia Scanlan è ancora comatoso e, per risvegliarlo, Pike contatta Kaylie; nel frattempo, Vex e Vax arrivano a Stilben in cerca di un modo per trovare Ripley. Trovano un ibrido umano-animale di nome Katari che ha un pepperbox e lo seguono per recuperarlo. Katari rende Vax inabile per un momento, ma presto lo riconosce come un membro del Clasp. Katari porta i gemelli al molo dove una nave arriverà presto di notte per rifornirsi di armi e poi li lascia soli, non volendo essere coinvolto nei loro piani. I gemelli decidono così di tenderle un agguato aspettando che attracchi al molo di Stilben; tuttavia l'impazienza di Vex la porta a venire scoperta e, nonostante il fratello riesca a salvarla dal venire gettata a mare dagli uomini di Ripley, quest'ultima riesce a fuggire sulla nave costringendoli ad inseguirla in volo. Guidata da Pa'tice, Keyleth tenta nuovamente il rituale riuscendo a non farsi sopraffare ma, invece del drago verde, finisce ad avere una visione di Vex e Vax che, saliti a bordo della nave di Ripley vengono catturati da quest'ultima e il suo equipaggio.
- Nota: l'episodio è una trasposizione dell'81° della prima campagna.

## Richiamo mortale
- Titolo originale: Deadly Echoes
- Diretto da: Young Heller
- Scritto da: Eugene Son

### Trama
I gemelli riescono a liberarsi, sconfiggendo gli uomini di Ripley ed ingaggiando quest'ultima, riuscendo infin ad ucciderla e ad inabissare la sua nave assieme alla Rovina di Cabàl; inoltre, grazie ai poteri conferitigli dalla Matrona dei Corvi, durante lo scontro Vax sente la voce di Percy provenire dall'arma della donna e se ne impossessa dopo aver capito che le anime delle vittime di Orthax sono rinchiuse al suo interno. Nel frattempo Keyleth, costretta ad ascoltare le voci del mondo intero per via del rituale rischia di finire "reclamata dalla terra" e quindi pietrificata, ma riesce infine a non lasciare che le voci di tutta Exandria sovrastino la sua volontà facendosi forza grazie ai sentimenti provati per Vax, padroneggiando il rituale e localizzando infine la tana di Raishan. Pike porta intanto Kaylie al capezzale di Scanlan, che si sveglia dal coma dopo che quest'ultima ammette di tenere a lui. Una volta che Keyleth riunisce i Vox Machina a Zephrah, questi si recano nella ziggurat in cui si nasconde la draghessa verde e la attaccano mentre è intenta in un rituale tuttavia, sebbene la druida riesca apparentemente ad ucciderla, Raishan completa il suo rituale trasferendo la propria coscienza nel corpo senza vita di Thordak.
- Nota: l'episodio è una trasposizione dell'82° della prima campagna.

## Anime nell'oscurità
- Titolo originale: Souls in Darkness
- Diretto da: Karen Guo
- Scritto da: Brandon Auman e Sam Riegel

### Trama
Reincarnatasi nel suo nuovo corpo da dracolich, Raishan si dichiara intenzionata a sterminare tutte le tribù Ashari in quanto colpevoli di averla maledetta con l'infezione runica, tuttavia i Vox Machina la affrontano e, dopo un duro scontro nel quale la draghessa si rivela pressoché invulnerabile a tutti i loro colpi a causa della sua natura non morta, Keyleth riesce ad ingannarla trasferendo la maledizione runica dalle spoglie del suo vecchio corpo a quello nuovo grazie al potere della terra, facendola deteriorare tanto rapidamente da ucciderla. La notte successiva Vax ha un incontro con la Matrona dei Corvi, scoprendo che è possibile liberare l'anima di Percy dalle grinfie di Orthax ma che farlo avrà delle conseguenze; dunque, dopo aver informato il resto del gruppo, compie assieme a loro un rituale nelle cripte di Whitestone grazie al quale riesce ad entrare nel regno del demone, affrontandolo e riuscendo a riportare indietro l'anima dell'amico, risvegliata dallo stato confusionale cui era condannato dopo aver sentito le parole dette sul piano materiale da Vex, che finalmente riesce a confessargli di amarlo a sua volta. Qualche giorno dopo tutto ciò, una volta celebrata la vittoria, i Vox Machina si dividono: Percy e Vex rimangono a Whitestone, Keyleth prosegue il suo Aramenté con Vax al suo fianco e Scanlan parte per un tour mondiale assieme alla figlia lasciando dunque solo Grog e Pike a Emon. A insaputa di tutti però, un gruppo di cultisti entrati in possesso della sfera nera rotante della ziggurat dei Briarwood riescono ad evocare il Sussurrato.
- Nota: l'episodio è una trasposizione dell'83°, di parte del 84° e di parte del 94° della prima campagna.